# Saab 340 AEW&C
El Saab 340 AEW&C (acrònim en anglès d'Airborne Early Warning and Control, «alerta primerenca i control aerotransportat»), és una conversió de l'avió comercial suec Saab 340 per a finalitats militars, amb capacitat autònoma de vigilància i control aeri. El 340 AEW&C també es denomina com a S 100B Argus en la Força Aèria Sueca.

## Disseny
És la versió militar de l'avió per transport de passatgers SAAB 340, construït inicialment per a ús civil; avió de pes mitjà, bimotor turbohèlice dissenyat per a missions de vigilància com un avió radar tipus AWACS, amb diverses millores, la instal·lació del "Sistema de Control Actiu de Sorolls" a la cabina, té més volum intern de càrrega i és un avió de vigilància electrònica que utilitza el sistema de radar Erieye empleat per la Força Aèria Sueca i la Reial Força Aèria Tailandesa.
Aquest avió militar pot transportar el sistema de Radar Pla Radar AESA d'alta tecnologia, que pot ser instal·lat sobre el fuselatge central d'un avió de pes mitjà per missions de patrulla sobre el mar i ampliar la capacitat d'operació d'avions de combat; pot detectar múltiples objectius enemics, enviar la informació a la Base de Comandament a terra perquè enviï als avions d'interdicció aèria, combat aeri i atac naval, la posició dels avions enemics.
Pot detectar l'atac de míssils, vaixells, helicòpters i avions de combat enemics estenent l'àrea d'operació de la "Ala de combat". Tenint capacitat per detectar objectius enemics a més de 300 quilòmetres de distància, superant la capacitat de rastreig dels radars equipats en els avions de combat convencionals. Gràcies al radom davanter de la nau, que és de menys grandària, abast i capacitat, pot produir nombrosos "sub-feixos" i detectar un nombre major d'objectius enemics. Els transmissors d'estat sòlid d'aquesta nova generació de radars, instal·lats als costats d'un panell pla i aerodinàmic sobre el fuselatge central de l'avió, són capaços de transmetre amb eficàcia, en una gamma molt més àmplia de freqüències. Té la capacitat de canviar la seva freqüència de funcionament amb cada pols enviat pel radar perquè el seu senyal de radar no pugui ser detectat per l'enemic.
També pot produir raigs, que consisteixen en moltes freqüències diferents alhora, per tenir la capacitat de formar múltiples feixos per escanejar diferents posicions al cel. Així, no té una base motoritzada de direcció mecànica per fer girar l'antena convencional per poder rastrejar una part del cel amb cada gir de l'antena, com els radars convencionals d'una generació anterior. Pot col·laborar en les missions de vigilància marítima, lluita contra el narcotràfic, terrorisme, contraban, migració il·legal i mantenir la sobirania al mar territorial, en països que tinguin territoris d'ultramar que necessitin defensar.
Les ones múltiples i les freqüències d'escombratge d'aquest nou sistema de Radar AESA, creen dificultats als detectors de radar ja que té una baixa probabilitat d'intercepció del senyal emès.

## Variants
Saab 340B AEW&C / S 100B Argus
Radar FSR-890 Erieye.
Saab 340B AEW&C-200 / S 100D Argus
Radar IS-340 Erieye.
Saab 340B AEW&C-300 / S 100D Argus
Radar ASC-890 Erieye.

## Operadors
Emirats Àrabs Units

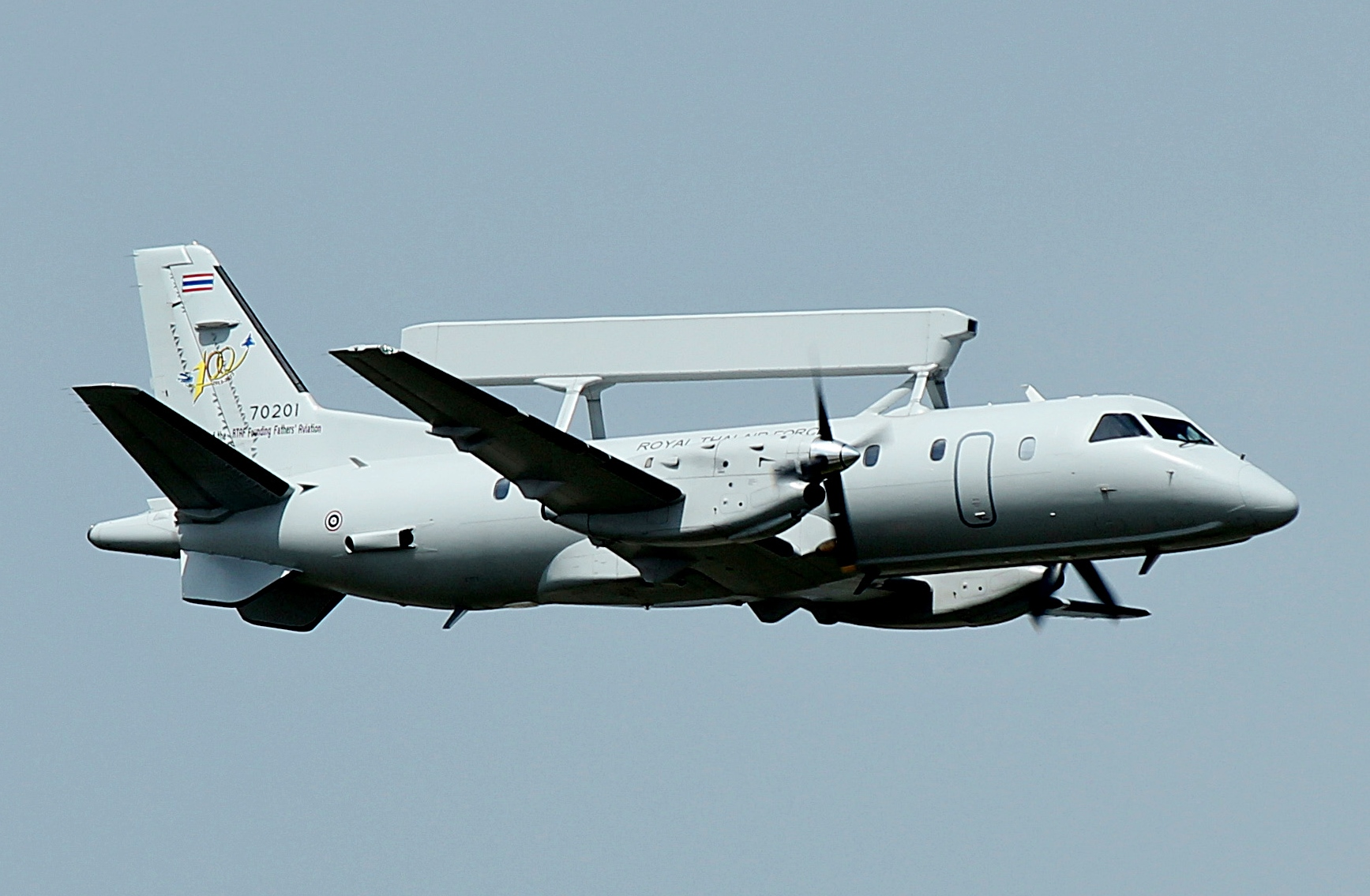
Saab 340 AEW&C de la Reial Força Aèria Tailandesa en vol.

- Força Aèria dels Emirats Àrabs Units - 2 unitats.[2]

 Grècia
- Força Aèria Grega va llogar 2 aparells fins a l'arribada del Embraer 145 AEW&C[3]

 Suècia
- Força Aèria Sueca

 Tailàndia
- Reial Força Aèria Tailandesa - 2 unitats.[4][5]

## Especificacions
Característiques generals
- Tripulació: 5
- Longitud: 20,57 m
- Envergadura: 21,44 m
- Alçada: 6,97 m
- Pes carregat: 13.155 kg

 Rendiment 
- Velocitat de creuer: 300 km/h
- Abast: 7 h
- Sostre de servei: 7.620 mPlantilla:Sección VT